# Eugenio Merino
Eugenio Merino Movilla (Villalán de Campos, Valladolid, 26 de marzo de 1881 - Madrid, 8 de abril de 1953) fue un sacerdote, escritor polígrafo y coleccionista español.

## Biografía
Desde 1892, estudió en régimen externo en el Seminario de San  de Valderas (León), finalizando sus estudios hasta el doctorado en U. P. de Toledo entre 1901 y 1903. A poco de su ordenación el 6 de septiembre de 1905 es destinado como profesor al seminario de Valderas del que será rector hasta que en 1941 el teologado se traslade definitivamente a León. En este tiempo imparte Sociología, Oratoria, Arqueología e Historia Eclesiástica, Retórica, Dogmática, Acción Católica, etc. y publica diversos estudios y manuales sobre estas materias. 

## Obras
Historia (Artículos en el Boletín de la Real Academia de la Historia)
- Memoria histórico arqueológica de “Los Villares” de Valderas (León), 1922.
- Cerámica eneolítica en Tierra de Campos. Sus precedentes, 1923
- Civilización romana y prerromana en Tierra de Campos, 1923
- Exploraciones prehistóricas en Tierra de Campos. Estación paleolítica en Tras del Rey. Valderas (León). 1923
- Prehistoria y antigüedades de Bolaños (Valladolid), 1924
- Cerámica ibérica en Tierra de Campos, 1925
- Más cerámica con pinturas en Tierra de Campos.
- Dibujos interesantes de cerámica procedente de Clunia.

Ciencias Sociales
- Manual de Táctica Político-Social, 1917.
- Del Ambiente social, 1924.
- Memorias del Primer Congreso Nacional de Educación Católica, 1925.
- Memorias de la Semana Ascética de Valladolid de 1925.
- El católico ilustrado en materias políticas, 1933.
- El espíritu de la Acción Católica, 1933.
- [F. Gómez Campos] (pseudónimo) Regionalismo castellano-leonés, 1932.

'Novelas
- Flores de mi patria, 1927.
- Cura y mil veces cura, 1928.
- Tierra de Campos, 1929.

Traducciones
- Manual de la JOC belga, 1947.
- Manual de la JOC-femenina belga, 1947.
- Manual de la Juventud Agraria Católica francesa, 1947.
- Congreso jubilar de la JOC. Documentos pontificios y conferencias, 1947.

Espiritulidad
- Proyecto de bases para una restauración de la vida cristiana, 1947.
- Oración y Sacramentos, 1951.
- Una lección de propaganda, 1951.
- Mística de la HOAC, 1951.
- Ven Espíritu Santo, 1953.
- Guía del aprendiz, 1953.
- Incorporación a Cristo, 1953.